# Галерея мінералогії та геології
Галерея мінералогії та геології (фр. Galerie de Minéralogie et de Géologie) є частиною Національного музею природознавства Франції й розташована в V окрузі Парижа. У музеї представлена одна з найстаріших і найпрестижніших колекцій мінералів.

## Історія

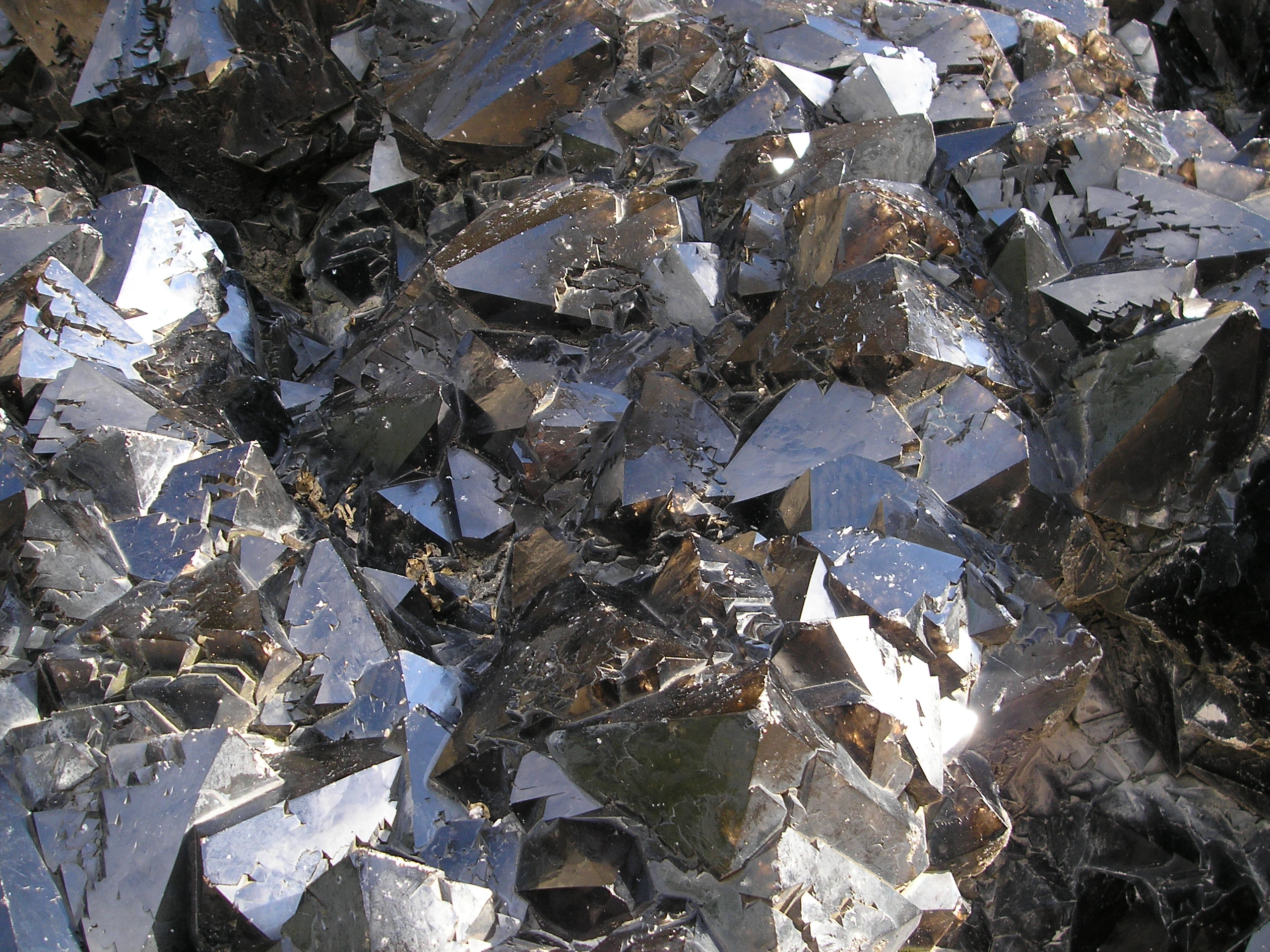
Велетенський обсидіан

Колекція цінних мінералів, кристалів та гем заснована в 1625 році при королівському саду лікарських рослин (фр. droguier du jardin royal des plantes médicinales). За Людовика XIV колекція збагатилася коштовним камінням. Відкрита для публіки з 1745 року.

## Експозиція
Колекція містить понад 600 000 експонатів, у тому числі єдину у світі колекцію гігантських кристалів (16-тонний кристал кварцу), а також колишню королівську колекцію коштовного каміння. На сайті музею є віртуальна галерея з 300 ретельно відібраними найцікавішими експонатами у вільному доступі.

## Практична інформація
Галерея знаходиться на території Саду рослин, найближчі станції метро — Austerlitz і Jussieu.
Час роботи: 10:00 — 17:00, музей відчинений щодня крім вівторка й 1 травня.